# فرنسيس جون دان
فرنسيس جون دان (بالإنجليزية: Francis John Dunn)‏ هو كاهن كاثوليكي أمريكي، ولد في 22 مارس 1922 في القادر في الولايات المتحدة، وتوفي في 17 نوفمبر 1989 في سيدار رابيدز في الولايات المتحدة.